# RTS Svet
RTS SVET srbsky РТС СBEТ je satelitní televize Radiotelevizija Srbije, která začala vysílat v roce 1991.

## Historie
Kanál začal vysílat 14. května 1991 přes satelit Eutelsat 1. Původním cílem zprostředkování vysílání pro srbské diaspory na světě. Politický vývoj v Jugoslávii v roce 1990 silně znemožňuje vývoj satelitní televize v zemi, ale v roce 2000 byly učiněny změny v systému a rozšíření vysílání pro televizní diváky. Od 1. ledna 2009 kanál vysílá i v Severní Americe a Austrálii.

## Vysílané pořady
- Eurovision Song Contest (spolu se stanicí RTS1 a RTS Digital)
- Утренний телеканал РТС
- Србија на вези
- Белградская хроника
- Дневник
- Срећни људи — seriál